# Чиснъдиоара
Чиснъдиоара (на румънски: Cisnădioara; на немски: Michelsberg; на унгарски: Kisdisznód; трансилвански саксонски: Mächelsbärch) е село в Румъния, област Трансилвания, окръг Сибиу. Намира се на 2 км западно от град Чиснъдие. То е едно от десетте притежания на манастира Карца. Укрепената църква, напавена изцяло от камък, за първи път се среща в документ от 20 ноември 1223 г., който я обявява за притежание на манастира. Тя е най-старата романска катедрала в Румъния и се намира на 100-метров хълм, оградена от кръгови стени и със защитна куличка над входа. Част от оригиналните укрепления са запазени и до днес. По архитектурата си тя е трикорабна базилика с добре украсен западен портал, създаден през 1260 г. и пример за силното влияние на архитектурата на Рейнската област.